# مضاد قلق
مضاد القلق هو صنف من الأدوية المخففة للقلق النفسي ونوبات الهلع المفاجئ وهي على عكس محفزات القلق والتي تسبب القلق. يعتبر كلا الصنفين واللذين هما من المركبات المؤثرة عقليا، عناصر مؤثرة على حالة القلق وردة الفعل. تملك بعض العقاقير الترفيهية كالإثانول (الكحول) تأثير مثبط شبيه بذلك التي تملكها المهدئات. تستخدم مضادات القلق لعلاج القلق النفسي والأعراض النفسية والجسدية المصاحبة له حيث أثبتت فاعليتها في علاج اضطرابات القلق العام. إضافة إلى ذلك وجد أن العلاج بضوء الساطع والأنماط الأخرى ذي تأثير مشابه لتلك التي تملكها المهدئات.
رغم أن حاصرات بيتا كدواء بروبرانولول وأوكسبرينولول ليس من المهدئات إلا أنه يمكن استعمالها لمحاربة الأعراض النفسية والجسدية المصحوبة للقلق والتوتر. تعتبر مضادات القلق من المهدئات الصغرى والتي هيا على عكس المهدئات الكبرى والمعروفة أيضا بمضادات الذهان.

## الأدوية

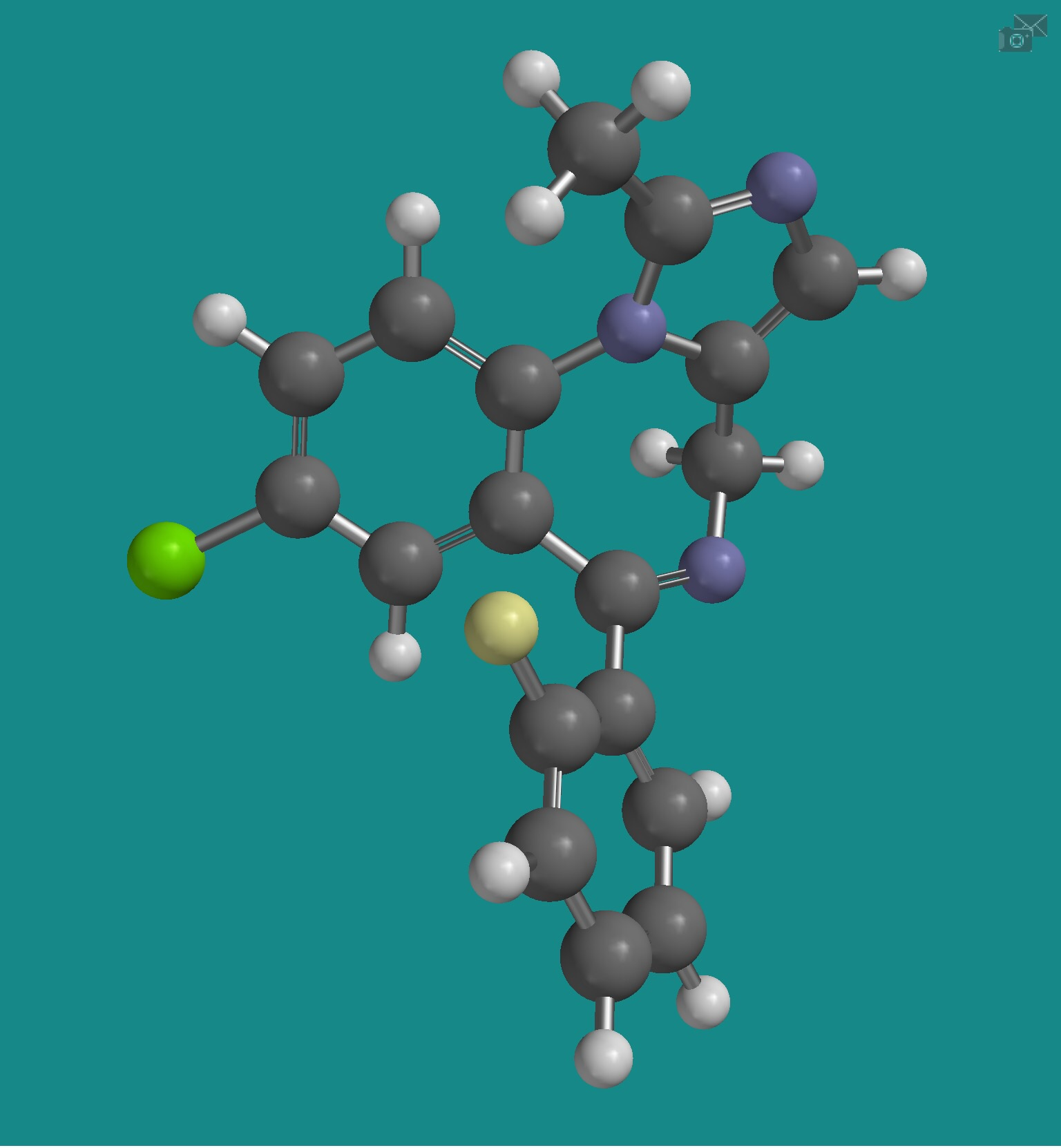
البنية الكيميائية لمركب Midazolam (كندا)

### باربيتورات
الباربيتورات هي عائلة أدوية تستعمل لخفض النشاط العصبي في الجهاز العصبي المركزي ويمتد استعمالها ليشمل التنويم والتخدير، وتستعمل هذه الأدوية أحياناً كمضادات للصرع، وهذه الأدوية مشتقة من حمض الباربيتوريك أو أحد نظائره.
الباربيتورات لها تأثير مضاد للقلق مرتبط بالتخدير الذي تسببه. ويكون خطر تعاطي المخدرات والإدمان مرتفعاً. يعتبر العديد من الخبراء أن هذه الأدوية قد عفا عليها الزمن لعلاج القلق ولكنها ذات قيمة في العلاج قصير المدى للأرق الشديد، على الرغم من فشلها فقط بعد استخدام البنزوديازيبينات أو غير البنزوديازيبينات.
أيضاً يمكن أن تستخدم الباربيتورات ومشتقاته كأمصال الحقيقة لأغراض المخابرات والاستجوابات والتحقيق كونها مخدرة وسريعة المفعول وتلغي قدرة الإنسان على الابتكار والتأليف.

### البنزوديازيبينات

الصيغة الكيميائية لمركب بنزوديازيبين

بنزوديازيبين هي أكثر أنواع المهدئات شهرة وانتشارا على مستوى العالم وتستعمل لتخفيف قصير المدى للقلق الحاد. أيضا تستعمل أدوية البينزوديازبيين لتغطية الفترات الكامنة المصاحبة للأدوية المستعملة لعلاج القلق النفسي الأساسي ولعلاج أنواع عدة من الحالات والأعراض حيث أنها تعتبر الخيار الأول لتنويم الجهاز العصبي المركزي. يشمل العلاج طويل المدى ذلك المتعلق بحالات القلق الشديد. إذا تم إيقاف البنزوديازيبينات بسرعة بعد تناولها يوميًا لمدة أسبوعين أو أكثر، فهناك بعض المخاطر من انسحاب البنزوديازيبين ومتلازمة الارتداد، والتي تختلف باختلاف الدواء المحدد. قد يحدث التسامح والاعتماد أيضًا، ولكن قد يكونان مقبولين سريرياً، كما أن خطر إساءة الاستخدام أقل بكثير مما هو عليه في حالة الباربيتورات.أيضا يمكن أن تتحول الحالة إلى احتمال واعتماد إذا طالت المدة أكثر. علاوة على ذلك، هناك مشكلة إضافية تتمثل في تراكم مستقلبات المخدر والآثار الضارة.
تشمل البينزوديازبيين العقاقير التالية:
- ألبرازولام
- برومازيبام
- الكلورديازيبوكسيد
- كلونازيبام
- كلورازيبات
- ديازيبام
- فلورازيبام
- لورازيبام
- أوكسازيبام
- التيمازيبام
- تريازولام

تمارس البنزوديازيبينات مفعول مهدئ في الجرعات المنخفضة والجرعات المعتدلة. عند الجرعات العالية تحدث خصائص منومة.
- مركّب توفيسوبام (إيمانداكسين وجرانداكسين)
- مركّب هيدازيبام (جيدازيبام آي سي)

هي أدوية من مشتقات البنزوديازيبين. مثل البنزوديازيبينات الأخرى، فهي تمتلك خصائص مزيلة للقلق، ولكن على عكس البنزوديازيبينات الأخرى، فهي لا تحتوي على مضادات التشنج، أو المسكنات، أو مرخيات الهيكل العظمي، أو إضعاف المهارات الحركية أو خواص فقدان ذاكرة.

### الكربامات

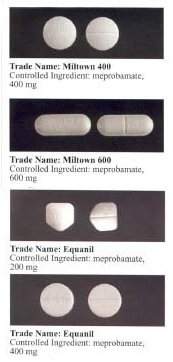
أمثلة على أشكال أقراص Meprobamate

تم تسويق الميبروبامات (ميلتاون، إكوانيل) كبديل أكثر أمانًا لمضادات القلق الباربيتورات، وكان يستخدم بشكل شائع لتخفيف القلق في أواخر الخمسينيات والستينيات. مثل الباربيتورات، الجرعات العلاجية تنتج التخدير والجرعات الزائدة الكبيرة قد تكون قاتلة. في الولايات المتحدة، تم استبدال الميبروبامات عمومًا بالبنزوديازيبينات بينما يتم الآن سحب العقار في العديد من الدول الأوروبية وكندا. يحتوي كاريزوبرودول المرخي للعضلات على تأثيرات مضادة للقلق عن طريق التمثيل الغذائي للميبروبامات. تم العثور على العديد من الكربامات الأخرى التي تشترك في هذه التأثيرات، مثل التيبامات ولوربامات.

### مضادات الهيستامين

مضاد هيستامين

هيدروكسيزين

مركب هيدروكسيزين/أتاراكس هو مضاد للهستامين تمت الموافقة عليه في الأصل للاستخدام السريري من قبل إدارة الغذاء والدواء في عام 1956. بالإضافة إلى خصائصه المضادة للهستامين، يمتلك الهيدروكسيزين خصائص مضادة للقلق وتم اعتماده لعلاج القلق والتوتر. خصائصه المهدئة مفيدة كعلاج تمهيدي قبل التخدير أو للحث على التهدئة بعد التخدير. ثبت أن هيدروكسيزين فعال مثل البنزوديازيبينات في علاج اضطراب القلق العام، بينما ينتج عنه آثار جانبية أقل.

بعض آثار الجانبية للمضادات القلق Chlorpheniramine

كلورفينيرامين (كلور تريميتون)  وديفينهيدرامين (بينادريل) لهما تأثيرات منومة ومهدئة مع خصائص خفيفة شبيهة بمضاد القلق (استخدام خارج التسمية. تمت الموافقة على هذه الأدوية من قبل إدارة الغذاء والدواء الأمريكية لعلاج الحساسية والتهاب الأنف وشرى جلدية.

### المواد الأفيونية

الصيغة الكيميائية لمركب مورفين Morphine

المواد الأفيونية هي الأدوية التي توصف عادة فقط لخصائصها المسكنة للألم، ولكن بعض الأبحاث بدأت تجد أن بعض الأنواع فعالة في علاج الاكتئاب واضطراب الوسواس القهري وأمراض أخرى غالبًا ما ترتبط بالقلق أو تسببه. لديهم احتمالية عالية جدًا للتعاطي ولديهم واحد من أعلى معدلات الإدمان لجميع المخدرات. كثير من الناس يصبحون مدمنين على هذه العقاقير لأنها فعالة للغاية في منع الألم العاطفي، بما في ذلك القلق. على غرار الكحول، من المرجح أن يصبح الأشخاص الذين يعانون من اضطرابات القلق مدمنين على المواد الأفيونية بسبب تأثيرها المضاد للقلق. تتراوح هذه الأدوية من الهيدروكودون الموصوف بشكل شائع، إلى الهيروين غير القانوني في كثير من الأحيان، وصولاً إلى أنواع أكثر فعالية مثل الفنتانيل غالبًا ما يستخدم في علاج الصدمات أو إدارة آلام نهاية الحياة. يبحث معظم الأشخاص الذين يشترون هذه الأدوية بطريقة غير مشروعة

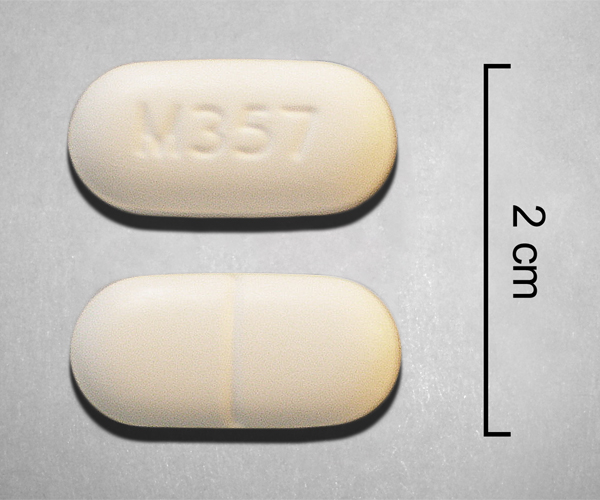
أدوية مضادة للقلق: الهيدروكودون وسيتامول

عنها للحصول على بهجة مثل الانتشاء، لكن العديد من الأشخاص الآخرين يبحثون عنها لأنها فعالة جدًا في الحد من الألم الجسدي والألم العاطفي.

الميثادون methadone

يبدو أن البوبرينورفين يكتسب بعض القبول داخل المجتمع الطبي لعلاج القلق والوسواس القهري والاكتئاب. يشبه البوبرينورفين الميثادون من حيث استخدامه في العلاج البديل للمواد الأفيونية وكذلك إدارة الألم. إنه أكثر أمانًا من الميثادون والمواد الأفيونية الأخرى وله نصف عمر طويل جدًا مما يؤدي إلى استخدام أقل إدمان بين أولئك الذين يحاولون إساءة استخدامه أو أصبحوا معتمدين عليه. كان هناك بحث حول الأدوية الأفيونية التي يتم إساءة استخدامها بشكل أكثر شيوعًا والتي يتم وصفها لاضطراب القلق، ولكن نظرًا لأن هذه الأدوية تنتج المزيد من النشوة وتتطلب جرعات أكثر ثباتًا عند مقارنتها بالبوبرينورفين، فهناك خطر أكبر بكثير إساءة الاستعمال والجرعة الزائدة.

### مضادات الاكتئاب

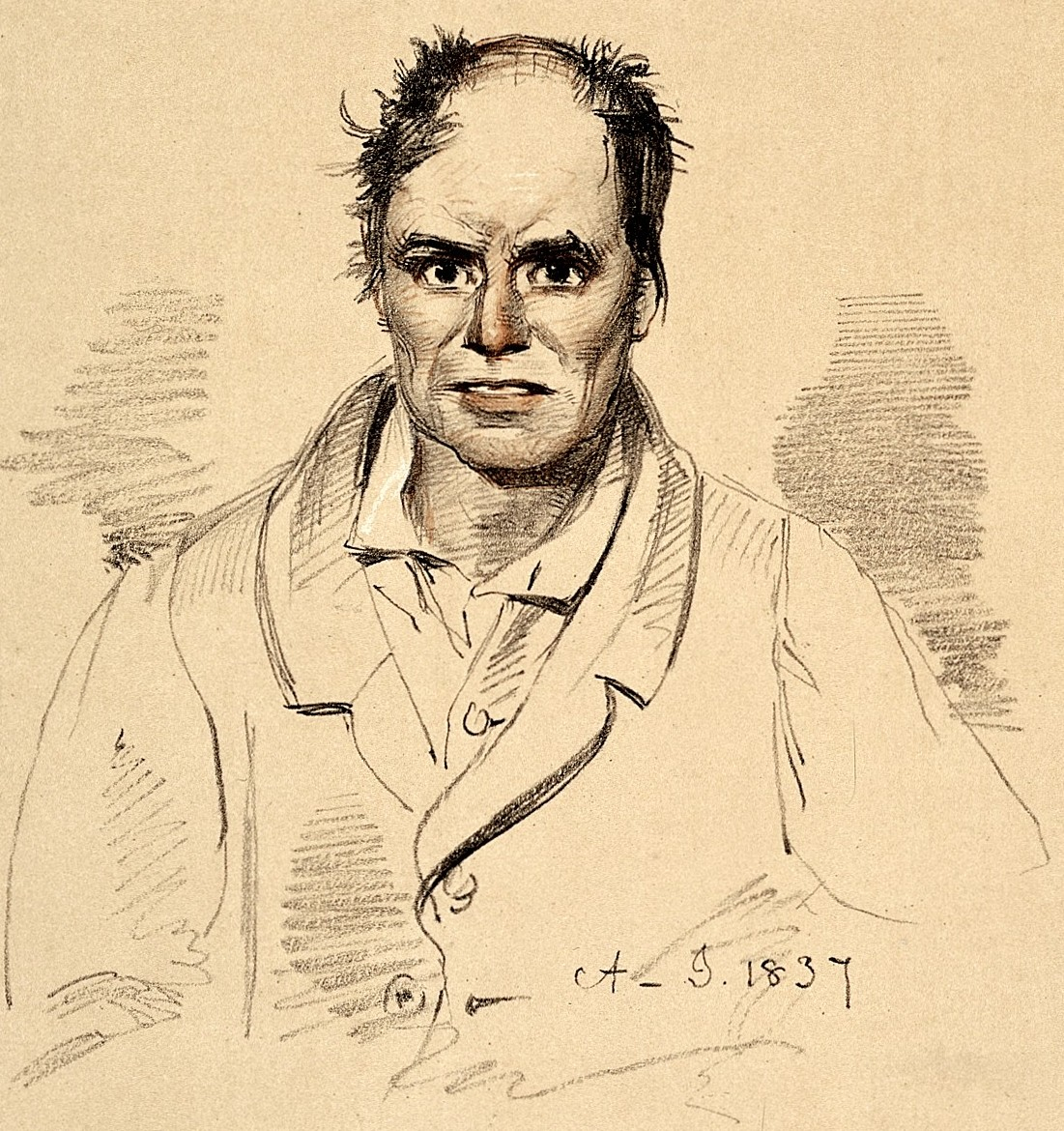

يمكن للأدوية المضادة للاكتئاب أن تقلل من القلق، وقد تمت الموافقة على العديد من مثبطات امتصاص السيروتونين الانتقائية من إدارة الأدوية والأغذية الأمريكية USFDA لعلاج اضطرابات القلق المختلفة. مضادات الاكتئاب مفيدة بشكل خاص لأن القلق والاكتئاب يحدثان معًا غالبًا.

#### مثبطات إعادة امتصاص السيروتونين الانتقائية
مثبطات امتصاص السيروتونين الانتقائية أو مثبطات امتصاص السيروتونين المحددة وتختصر بـ (SSRIs) هي فئة من المركبات المستخدمة عادة في علاج الاكتئاب واضطرابات القلق والوسواس القهري وبعض اضطرابات الشخصية. معظم مثبطات استرداد السيروتونين الانتقائية المصنفة كمضادات للاكتئاب لها تأثيرات مزيلة للقلق. تمت الموافقة على بعضها من قبل إدارة الغذاء والدواء الأمريكية (FDA) لبعض الاضطرابات المرتبطة بالقلق و/أو الاضطرابات المرتبطة بالوسواس القهري (ربما تعكس نقاط قوتها الفريدة) ومع ذلك يتم استخدامها بشكل روتيني خارج الملصق بالتبادل، وغالبًا ما تبدأ بعملية التجربة والخطأ، لأنها فئة آمنة نسبيًا ومفضلة من الأدوية النفسية مقارنة بالبدائل النموذجية.
تم وصف بعضها بأنها مفيدة بشكل خاص لأنواع معينة من القلق والوسواس القهري وما إلى ذلك. تختلف الجرعات عند مقارنة الجرعة النموذجية من مضادات الاكتئاب. غالبًا ما تكون الجرعات الخاصة بالوسواس القهري هي الحد الأقصى لجرعات مضادات الاكتئاب النموذجية أو أعلى، بينما غالبًا ما يتم علاج اضطراب الهلع بأقل جرعة من مضادات الاكتئاب.
ومن المفارقات أن مثبطات استرداد السيروتونين الانتقائية يمكن أن تزيد القلق في البداية بسبب ردود الفعل السلبية من خلال مستقبلات هرمون السيروتونين الذاتية. لهذا السبب، يتم استخدام البنزوديازيبين المتزامن في بعض الأحيان مؤقتًا حتى يحدث تأثير مزيل القلق من SSRI.

#### مثبطات امتصاص السيروتونين - النوربينفرين
تشمل مثبطات امتصاص السيروتونين - النوربينفرين (SNRIs) أدوية فينلافاكسين ودولوكستين. يشار إلى فينلافاكسين، في شكل ممتد المفعول، ودولوكستين، لعلاج اضطراب القلق العام. تُعد مثبطات استرداد السيروتونين الانتقائية فعالة مثل مثبطات استرداد السيروتونين الانتقائية في علاج اضطرابات القلق.

#### مضادات الاكتئاب ثلاثية الحلقات
مضادات الاكتئاب ثلاثية الحلقات (TCAs) لها تأثيرات مزيلة للقلق. ومع ذلك، فإن الآثار الجانبية غالبًا ما تكون مقلقة أو شديدة وتكون الجرعة الزائدة خطيرة. وتشمل الأمثلة إيميبرامين، ودوكسيبين، وأميتريبتيلين، ونورتريبتيلين، وديسيبرامين.

#### مضاد للاكتئاب رباعي الحلقات
أظهر ميرتازابين تأثيرات مزيلة للقلق مع مظهر جانبي أفضل لجميع الفئات الأخرى من مضادات الاكتئاب، ولكن هذا محل خلاف من خلال الدليل على أن الانسحاب أكثر شدة نسبيًا من مثبطات استرداد السيروتونين الانتقائية، فهو أكثر خطورة بكثير في الجرعات الزائدة، وله مخاطر أكبر للتسبب في الحياة- تهدد ندرة المحببات، ولديها احتمالية أكبر للتفاعلات العكسية بين الأدوية، ويجدها البعض مهدئًا بشكل ملحوظ.
نادرًا ما يسبب القلق أو يؤدي إلى تفاقمه، وأحيانًا يكون مفيدًا بشكل خاص في بعض الأفراد، مع بعض المتغيرات من الاكتئاب أو القلق أو كليهما، وتميل فعاليته إلى الحدوث بشكل أسرع بكثير من مثبطات استرداد السيروتونين الانتقائية.
في العديد من البلدان (مثل الولايات المتحدة الأمريكية وأستراليا)، لم يتم اعتماده على وجه التحديد لاضطرابات القلق، حيث يتم اختياره كمضاد للاكتئاب عندما يكون القلق متزامنًا، أو يتم استخدامه خارج التسمية. استخدام ميرتازابين لاضطرابات القلق في غياب أعراض الاكتئاب غير شائع. [بحاجة لمصدر]

#### مثبطات مونوامين أوكسيديز
تعتبر مثبطات مونوامين أوكسيديز (MAOIs) فعالة في علاج القلق، لكن قيودها الغذائية وآثارها الجانبية وتوافر الأدوية الفعالة الجديدة حدت من استخدامها. تشمل مثبطات MAO من الجيل الأول: فينيلزين وإيزوكاربوكسازيد وترانيلسيبرومين. Moclobemide ، مثبط MAO-A عكسي، يفتقر إلى القيود الغذائية المرتبطة بـ MAOI الكلاسيكي. يستخدم الدواء في كندا والمملكة المتحدة وأستراليا. [بحاجة لمصدر]

### متعاطفون
هي مجموعة من الأدوية المضادة لارتفاع ضغط الدم والتي تثبط نشاط الجهاز العصبي الودي، وقد أظهرت العديد من الأدوية ضمن هذه المجموعة تأثيرات مزيلة للقلق بالإضافة إلى علاج محتمل لاضطراب ما بعد الصدمة.[بحاجة لمصدر]

#### حاصرات بيتا
على الرغم من عدم اعتمادها رسميًا لهذا الغرض، إلا أن حاصرات بيتا يمكن أن يكون لها أيضًا تأثير مضاد للقلق.

#### حاصرات ألفا
يمكن أن يكون مضاد برازوسين 1 ألفا فعالاًلاضطراب ما بعد الصدمة.

##### ناهض ألفا الأدرينالية
أظهرت ناهضات مستقبلات ألفا -2 الأدرينالية كلونيدين وجوانفاسين كلا من تأثيرات مزيل القلق والتوتر.

### مواد ذات خصائص متنوعة
فينيبوت (الأسماء التجارية العنفين، الفينيبوت، النوفين) هو مزيل القلق المستخدم في روسيا. الفينيبوت هو ناهض مستقبلات GABAB ، وكذلك مضاد في قنوات الكالسيوم التي تعتمد على الجهد (VDCCs) المحتوية على وحدة فرعية α2، على غرار غابابنتينويد مثل غابابنتين وبريغابالين. لم تتم الموافقة على الدواء من قبل إدارة الغذاء والدواء الأمريكية للاستخدام في الولايات المتحدة، ولكن يتم بيعه عبر الإنترنت كمكمل.
ميبيكار (ميبيكارم) هو مزيل للقلق ينتج في لاتفيا ويستخدم في أوروبا الشرقية. يؤثر ميبيكار على بنية النشاط الحوفي الشبكي، لا سيما على المنطقة العاطفية في منطقة ما تحت المهاد، وكذلك على جميع أنظمة الوسيط العصبي الأساسية الأربعة - γ حمض أمينوبوتيريك (GABA) والكولين والسيروتونين والنشاط الأدرينالي. يقلل Mebicar من مستوى النورأدرينالين في الدماغ، ولا يمارس أي تأثير على أنظمة الدوبامين، ويزيد من مستوى السيروتونين في الدماغ.
فابوموتيزول (الاسم التجاري أفوبازول) هو دواء مزيل للقلق تم إطلاقه في روسيا في أوائل القرن الحادي والعشرين. لا تزال آلية عملها محددة بشكل سيئ، مع تعزيز إطلاق GABAergic و NGF و BDNF ، ونبه مستقبلات MT1 ، وتضاد مستقبلات MT3 ، ومضادات سيجما التي يعتقد أن لها بعض المشاركة. لم يتم العثور على استخدام سريري خارج روسيا بعد.
 سيلانك هو دواء قائم على الببتيد مزيل للقلق طوره معهد علم الوراثة الجزيئي التابع لأكاديمية العلوم الروسية. السلانك هو سباعي الببتيد مع تسلسل Thr-Lys-Pro-Arg-Pro-Gly-Pro. إنه نظير اصطناعي لرباعي ببتيد بشري توفتسين. على هذا النحو، فإنه يحاكي العديد من آثاره. لقد ثبت أنه يعدل التعبير عن إنترلوكين 6 (IL-6) ويؤثر على توازن السيتوكينات التائية المساعدة. هناك دليل على أنه قد يعدل أيضًا التعبير عن العامل العصبي المشتق من الدماغ في الفئران. [بحاجة لمصدر طبي]
برومانتان عقار منشط له خصائص مزيلة للقلق تم تطويره في روسيا خلال أواخر الثمانينيات. يعمل البرومانتان بشكل أساسي من خلال تسهيل التخليق الحيوي للدوبامين، من خلال التنظيم الجيني غير المباشر للأنزيمات ذات الصلة (التيروزين هيدروكسيلاز (TH) وحمض L-amino decarboxylase العطري (AAAD)، المعروف أيضًا باسم DOPA decarboxylase)، على الرغم من أن الجرعات العالية جدًا من البرومانتان له أيضًا تأثيرات مضادات الكولين. تشير نتائج الدراسة إلى أن الجمع بين إجراءات المنبهات النفسية ومزيل القلق في طيف النشاط النفسي للبرومانتان فعال في علاج اضطرابات الوهن مقارنة بالدواء الوهمي. [بحاجة لمصدر]
ايموكسيبين هو أحد مضادات الأكسدة وهو أيضًا مزعوم مزيل للقلق. يشبه تركيبه الكيميائي هيكل البيريدوكسين، وهو شكل من أشكال فيتامين ب 6.
الآزابيرون هي فئة من ناهضات مستقبلات 5-HT1A. تشمل الآزابيرون المعتمدة حاليًا بوسبيرون (بوسبار) وتاندوسبيرون (سيدييل).
بريغابالينيظهر تأثير مزيل القلق من بريغابالين بعد أسبوع واحد من الاستخدام وهو مشابه في الفعالية لورازيبام وألبرازولام وفينلافاكسين، لكنه أظهر تأثيرات علاجية أكثر اتساقًا لأعراض القلق النفسي والجسدي. أظهرت التجارب طويلة الأمد فاعلية مستمرة دون تطوير القدرة على التحمل، وعلى عكس البنزوديازيبينات، فإنها لا تعطل بنية النوم وتنتج ضعفًا إدراكيًا ونفسيًا أقل حدة. يُظهر بريغابالين أيضًا احتمالية أقل للإساءة والاعتماد من البنزوديازيبينات.
```
أيزوفاليرات المينثيل هو مضاف غذائي له نكهة يتم تسويقه كدواء مهدئ ومزيل للقلق في روسيا تحت اسم فاليدو
```

ينتج البروبوفول تأثير مزيل القلق، وهو مفيد أثناء الإجراءات الطبية التي تتطلب التخدير.
```
راسيتامس
```

يمكن لبعض الأدوية التي تعتمد على راسيتام مثل أنيراسيتام أن يكون لها تأثير مضاد للقلق.
كحول
انظر أيضًا: التأثيرات قصيرة المدى لاستهلاك الكحول
يستخدم الإيثانول كمزيل للقلق، أحيانًا عن طريق التطبيب الذاتي. يمكن للرنين المغناطيسي الوظيفي قياس آثار الكحول المزيلة للقلق في دماغ الإنسان. تنص كتيب الوصفات الوطني البريطاني على أن «الكحول منوم ضعيف لأن تأثيره المدر للبول يتعارض مع النوم أثناء الجزء الأخير من الليل». من المعروف أيضًا أن الكحول يسبب اضطرابات النوم المرتبطة بالكحول.
Inhalants المستنشقات
أنظر أيضا: تعاطي المستنشقات § أنماط الاستخدام غير الطبيو أطفال الشوارع في أمريكا اللاتينية § المخدرات
تعمل التأثيرات المزيلة للقلق للمذيبات كمعدلات إيجابية لمستقبلات GABAA (بوين وزملاؤه 2006).

### بدائل الدواء
يمكن أن يكون العلاج النفسي بديلاً فعالاً للأدوية. علاج التعرض هو العلاج الموصى به لاضطرابات القلق الرهابي. تم العثور على العلاج السلوكي المعرفي Cognitive behavioral therapy (CBT) ليكون علاجًا فعالاً لاضطراب الهلع واضطراب القلق الاجتماعي واضطراب القلق العام واضطراب الوسواس القهري. يمكن لمقدمي الرعاية الصحية أيضًا المساعدة من خلال تثقيف المرضى حول اضطرابات القلق وإحالة الأفراد إلى موارد المساعدة الذاتية. لقد ثبت أن العلاج المعرفي السلوكي فعال في علاج اضطراب القلق العام، وربما يكون أكثر فعالية من العلاجات الدوائية على المدى الطويل. في بعض الأحيان يتم الجمع بين الأدوية والعلاج النفسي، ولكن لم تجد الأبحاث فائدة من الجمع بين العلاج الدوائي والعلاج النفسي مقابل العلاج الأحادي.
ومع ذلك، حتى مع كون العلاج المعرفي السلوكي خيارًا علاجيًا قابلاً للتطبيق، فإنه لا يزال غير فعال للعديد من الأفراد. تقترح كل من الاتحادات الطبية الكندية والأمريكية بعد ذلك استخدام بنزوديازيبين قوي ولكنه طويل الأمد مثل كلونازيبام ومضاد للاكتئاب، وعادة ما يكون بروزاك لفعاليته. [مطلوب التحقق]
مضادات الاكتئاب السيراتونية
المقال الرئيسي: مثبطات اعادة امتصاص السيروتونين الاختيارية
مثبطات اعادة امتصاص السيروتونين الاختيارية هي فئة من المركبات تستخدم عادة كمضادات اكتئاب في علاج الاكتئاب، اضطرابات القلق، وبعض اضطرابات الشخصية• وهي أيضا فعالة في العادة وتستخدم في علاج بعض حالات الأرق•
مثبطات إعادة امتصاص السيروتونين الاختيارية يعتقد انها تزيد مستوى خارج الخلية من الناقل العصبي سيروتونين بواسطة منع إعادة امتصاص في الخلية قبل تشابكية، زيادة مستوى السيروتونين في الشق التشابكي المتاحة لربط المستقبل بعد تشابكي هناك درجات متفاوتة من الاختيارية لنواقل المونوامين، مثبطات إعادة امتصاص السيروتونين الاختيارية لها انجذاب ضعيف مع النورادرينالين وناقل الدوبامين

## معرض صور

Adipiplon

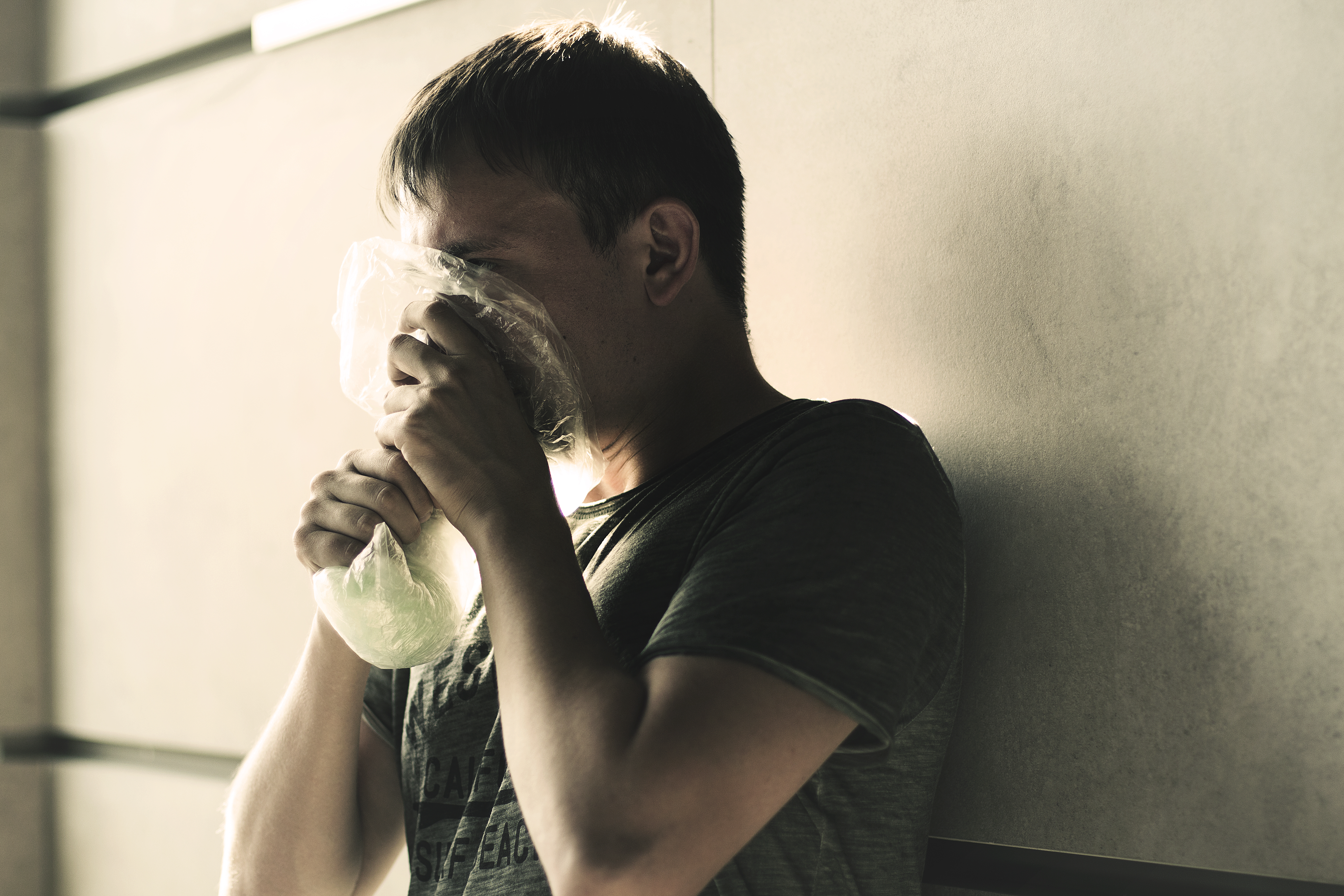